# Andy Barclay
Andy Barclay es un personaje de ficción de la saga Child's Play. Es interpretado por Alex Vincent en las dos primeras entregas de la saga y en la serie de televisión. 
Es perseguido por Chucky, un muñeco poseído por el alma de Charles Lee Ray, un asesino en serie, el cual transfirió su alma antes de ser abatido en un juguetería de Chicago en 1988.

## Child's Play(1988)
En ella cuenta la historia de Kimberly Flores Mujica una adolescente de 14 años que compra un muñeco Good Guys en una venta de Garaje con el objetivo de usarlo en su escultura pero pronto descubrira que Chucky no es un muñeco normal sino que esta poseído por el alma del asesino Charlees Lee Ray después de que este asesine a suponían el paraíso para todos los niños, y el simpático Andy Barclay (Alex Vincent) no se iba a quedar fuera: Después de pedírselo infinitas veces a su madre, su mejor amiga le dice a ella que hay un vagabundo en la calle vendiendo el muñeco a poco precio, la señora decide comprárselo como regalo de cumpleaños. Obviamente, el Good Guy que recibe Andy es el que contiene el alma atribulada de Charles Lee Ray que vemos como cae disparado por la policía al comienzo de la película. El muñeco que se hace llamar Chucky (apodo que Charles Lee Ray tenía para sus amigos), tiene ganas de vengar su muerte y se apoya en la complicidad y confidencialidad de un feliz niño que no deja de idolatrarlo. Por lo que no deja de atacar a todos y cada uno de sus allegados para así apoderarse del cuerpo del niño sin interferencias ajenas cuando llegue el momento preciso.
En resumen, un oscuro film que se valía tanto de un bien dosificado suspenso como del interesante choque terrorífico que supone un juguete infantil convertido en máquina de matar. Al final de esta cinta, Chucky pelea con uñas y dientes intentando conseguir su objetivo, pero tras ser calcinado en la chimenea a manos del niño y ser tiroteado y descuartizado a tiros por la madre, "muere" de un tiro en el corazón que le dispara el mismo policía que mató su cuerpo humano al comienzo de la película. 

## Child's Play 2(1990)
(1990, John Lafia) El muñeco quemado y destruido es restaurado para probar que los acontecimientos que se le atribuyen no son ciertos. Algo sale mal en la línea de montaje y una descarga eléctrica hace que Chucky vuelva a la vida más cínico y violento que antes.
Esta vez, Chucky no solo tiene ganas de volverse humano, sino también de vengarse de su viejo dueño Andy. Puesto en un orfanato ya que consideran a la madre de Andy no apta para seguir con él,  el niño se va a un hogar de acogida donde es adoptado por una familia. En uno de los arrebatos más enfermizos de toda la saga, el bestial Chucky mata no solo a la madre y padre adoptivos, sino que también modifica los trabajos escolares del niño para que su profesora lo suponga más loco de lo que está. Profesora que también es asesinada brutalmente por el trastornado muñeco.
Más avanzada la película y ayudado por su hermanastra adoptiva Kyle (Christine Elise), Andy decide enfrentarse al muñeco en la mismísima Good Guys Factory donde destruye al muñeco en un último y sangriento enfrentamiento.

## Child's Play 3(1991)
Pasaron 8 años desde el último encuentro. Andy ha crecido, y con 16 años de edad es enviado al colegio militar Kent. Lugar donde hace nuevas amistades y ha de enfrentarse a males como un compañero que le hará la vida imposible. La compañía de juguetes Good Guy decide relanzar la vieja línea de muñecos. Por lo que, en los compases iniciales de la película se puede ver como limpian la fábrica y trasladan con un gancho el cadáver de Chucky. Provocando así, que la sangre que goteaba cayese en el plástico líquido que se empezaba a preparar y se fusiona con la nueva generación de juguetes, por lo tanto el alma de Chucky vuelve a despertar y nuevamente el espíritu del asesino Lee Ray vuelve a estar en un muñeco.
Chucky llega al colegio donde se encuentra Andy y decide matarle, puesto que ha conocido a otro muchacho; Tyler; que puede poseer.
Tras sucesivos fracasos tratando de apoderarse del cuerpo del pequeño Tyler, idea un plan para perturbar los ejercicios de guerra de la escuela militar, cambiando las balas de tinta por balas reales, lo que provoca la muerte del teniente coronel Brett Shelton. Durante el tiroteo, Tyler busca escapar a través de un parque de atracciones, en el que nuevamente encuentra a Chucky, quien lo arrastra al túnel del terror donde intentará una vez más completar su hechizo. Sin embargo, en última instancia Andy consigue dispararle al corazón del muñeco y en su brazo con su revólver y al final Andy tira a Chucky a un ventilador gigante que lo destruye en miles de pedazos matándolo. En la escena final, vemos que Andy es arrestado, lo que le marcó un posible nuevo rumbo.

## La novia de Chucky(1998)
Un artículo periodístico se ve en La novia de Chucky hace referencia a Andy Barclay diciendo cómo un niño sostiene un muñeco "Chico Bueno" "Good Guy" que estaba poseído por el alma de Charles Lee Ray.

## Seed of Chucky(2004)
Andy es mencionado brevemente en El hijo de Chucky DVD entrevistas donde Chucky declara que algún día se vengará de él.

## La maldición de Chucky(2013)
En La maldición de Chucky Andy reaparece en los últimos dos minutos de la película tras los créditos dejándose ver ya de 31 años adulto. Nuevamente interpretado por Alex Vincent, en esa escena podemos ver como Andy continuó con su vida después de graduarse en la escuela militar. Comprobamos también que sigue en contacto con su madre ya que tiene una conversación telefónica con ella. En esa conversación también patente lo que se pudo saber en Child's Play 2. Que la madre y el policía Mike (interpretado por Chris Sarandon) están juntos; ya que Andy le pide que le salude de su parte.
A la vez de la conversación en el apartamento de Andy; y mientras Chucky va saliendo de la caja de embalaje; se ven fotografías de cuando era pequeño junto a su madre y una foto de Kyle —su hermanastra— quien lo ayudó a vencer a Chucky en la segunda película de la saga. Tras colgar el teléfono, y cuando Chucky se da la media vuelta, Andy que ya le estaba encañonando con una escopeta le hace réplica la famosa frase "¿Quieres jugar?" con la frase "Juega con esto" amartilla la escopeta y la dispara en la cara de Chucky durante el flash en negro, que da fin a los créditos de la película.

## Child's Play(2019)
En Child's Play Andy es uno de los protagonistas de la película, en este caso es un fumeta de 13 años interpretado por el joven Gabriel Bateman, su aparición recuerda a las primeras películas de Child's Play debido a que Andy recibe el regalo de su madre Karen (Aubrey Plaza) para posteriormente darse cuenta de la característica agresiva del muñeco